# Neriene zanhuangica
Neriene zanhuangica là một loài nhện trong họ Linyphiidae.
Loài này thuộc chi Neriene. Neriene zanhuangica được miêu tả năm 1986 bởi Zhu & Tu.